# کاستیلیونه دلا پسکایا
کاستیلیونه دلا پسکایا (به ایتالیایی: Castiglione della Pescaia) یک کومونه در ایتالیا است که در استان گروستو واقع شده‌است.

## خصوصیات
کاستیلیونه دلا پسکایا ۲۰۸٫۹۶ کیلومترمربع مساحت و ۷٬۴۶۵ نفر جمعیت دارد و ۴ متر بالاتر از سطح دریا واقع شده‌است.